# منشورات تكوين
منشورات تكوين للنشر والتوزيع ويُشار إليها اختصارًا باسم منشورات تكوين، دار نشر وتوزيع كويتية، تأسست في عام 2017 ولها مقران في الكويت والعراق.